# Бад-Тельц
Бад-Тельц (нім. Bad Tölz) — місто в Німеччині, розташоване в землі Баварія. Підпорядковується адміністративному округу Верхня Баварія. Адміністративний центр району Бад-Тельц-Вольфратсгаузен.
Площа — 30,80 км2. Населення становить 19 141 ос. (станом на 31 грудня 2020).